# Rashawn Thomas
Rashawn Shaquille Thomas (Oklahoma City, Oklahoma, 15 de agosto de 1994) es un baloncestista estadounidense que pertenece a la plantilla del Dinamo Sassari de la Lega Basket Serie A. Con 2,03 metros de estatura, juega en la posición de alero.

## Trayectoria deportiva

### Universidad
Jugó cuatro temporadas con los  Islanders de la Universidad de Texas A&M-Corpus Christi, en las que promedió 16,3 puntos, 7,7 rebotes, 1,7 tapones y 1,4 asistencias por partido. En 2015 fue incluido en el segundo mejor quinteto de la Southland Conference, mientras que en sus dos últimas temporadas apareció tanto en el mejor quinteto absoluto como en el mejor quinteto defensivo. Fue además elegido jugador defensivo de la conferencia en 2016.

### Profesional
Tras no ser elegido en el Draft de la NBA de 2017, en junio firmó un contrato parcialmente garantizado con los Oklahoma City Thunder, con los que disputó las Ligas de Verano de la NBA, apareciendo en cinco partidos, en los que promedió 4,8 puntos y 3,6 rebotes. Poco antes del inicio de la pretemporada fue despedido, aunque fue posteriormente recolocado en el filial de la G League, los Oklahoma City Blue. En su primera temporada en el equipo promedió 13,9 puntos, 7,2 rebotes y 2,7 asistencias por partido.
El 30 de julio de 2018 firmó por el Dinamo Sassari de la Lega Basket Serie A italiana.
El 9 de julio de 2019, firma por dos temporadas con el Partizan. Ese mismo julio fue arrestado por posesión de drogas.
En julio de 2021, firma por el Ulsan Hyundai Mobis Phoebus de la Korean Basketball League.
En septiembre de 2022 firma con los Sendai 89ers de la B.League japonesa.

### Selección nacional
En febrero de 2018 fue convocado por la selección de Estados Unidos para disputar las denominadas ventanas FIBA, la clasificación para la Copa Mundial de 2019.